# 高橋ゆう
高橋 ゆう（たかはし ゆう、2月25日 - ）は、日本の漫画家。神奈川県出身。うお座、O型。趣味はスポーツ観戦。
1993年「Ovis（茜新社）」掲載『TWO PRINCES』でデビュー。
2008年現在「花音（芳文社）」「ディアプラス（新書館）」等にて連載中。
なお、花音での連載は作品の扉ページにおいて“ひとでなしシリーズ”と謳われている。シリーズ該当コミックスは「秘書と野獣」「スーツを着た悪魔」「王子と情人」「秘め事は王子の嗜み」（以下続刊）。

## 著書
- オークラ出版
  - FUNKY MONKEY BABIES
- ビブロス
  - 恋してると言ってくれ
- 光彩書房
  - セカンドボーイ
- 宙出版
  - セレブリティーズ（2003年10月10日、YLC Collection）
  - うちのかぞく（2007年4月13日、YLC Collection）
  - 最終ロマンス（2007年11月2日、YLC Collection）
  - ミセスプリンセス（2019年3月20日、OHZORA）
  - 好きにならなきゃ（2019年3月20日、YLC Collection）
  - 強情サマーヌード（2019年3月20日、YLC Collection）
  - アニマルテイスト（2019年4月17日、YLC Collection）
- 芳文社
  - お坊ちゃまにはわかるまい（2010年8月6日、花音）
  - 秘書と野獣（2010年10月29日、花音）
  - スーツを着た悪魔（2010年12月3日、花音）
  - 王子と情人（2010年12月3日、花音）
  - 秘め事は王子の嗜み（2011年1月14日、花音）
  - へタレ王子と魔性番長（2014年9月19日、花音）
- 心交社
  - おとこのこカタログ
- 幻冬舎
  - I LOVE BROTHERS!（2010年8月6日、ルチル）
- 新書館
  - きみたち男の子（2011年7月8日、Dear+）
  - 情熱のヤングマン（2011年9月23日、Dear+）